# Andrea Pannonio
Andrea Pannonio (Ungheria, 1430 – Bologna, 1471) è stato un incisore ungherese.

## Biografia
Certosino (1445), fu vicario e priore della Certosa di Ferrara e consigliere di Borso d'Este, dopodiché si spostò a Pavia.
Combatté diversi anni dalla parte di Giovanni Hunyadi, padre di Mattia Corvino. Entrò nell'ordine certosino alla metà del XV secolo. Miniatore e umanista, scrisse e miniò per Mattia Corvino e per Ercole I d’Este.

## Opere
Fu autore di varie opere giuridiche e lavori artistici figurativi, tra cui i codici miniati De Regalis Virtutibus e De origine domus Estensis.